# Закон Паркінсона
Закон Па́ркінсона — емпіричний закон, який стверджує, що будь-яка робота завжди заповнює весь відведений на неї час.
Сформульований істориком Сирілом Норткотом Паркінсоном у його сатиричній статті, надрукованій в британському журналі «The Economist» у 1955 році й пізніше виданий разом з його іншими статтями в книзі «Parkinson's Law: The Pursuit of Progress», (Лондон, John Murray, 1958). Паркінсон зробив свої висновки на великому досвіді роботи британських державних установ.
Згідно з Паркінсоном, у цього закону є дві рушійні сили:
- чиновник прагне множити підлеглих, а не суперників;
- чиновники створюють один одному роботу.

Він також помітив, що загальна кількість зайнятих у бюрократії росла на 5-7 % на рік безвідносно до будь-яких змін в обсязі необхідної роботи (якщо такі були взагалі).
«Законами Паркінсона» також називають різні закони й спостереження, похідні від основного закону: так, щодо комп'ютерів закон Паркінсона формулюють у такий спосіб: «Обсяг даних росте так, щоб заповнити все місце на носії», або: «Збільшення обсягів пам'яті та носіїв приводить до нових технологій, що вимагають більше пам'яті та місця».
Закон Паркінсона часто узагальнюють: «Попит на ресурс завжди росте відповідно до пропозиції ресурсу». Браян Трейсі висунув інтерпретацію цього у своєму курсі «21 секрет успіху мільйонерів»: «витрати ростуть так, щоб бути відповідними доходам».
Паркінсон також запропонував правило, що стосується ефективності адміністративних органів. Він визначає коефіцієнт марності комітету (англ. Coefficient of Inefficiency) як кількість його членів, починаючи з якого комітет стає повністю непрацездатним. Паркінсон привів напівжартівливу формулу для обчислення цього коефіцієнта з декількох параметрів, у результаті якої одержав коефіцієнт марності, що лежить «між 19,9 й 22,4 (десяті частки показують часткову присутність, тобто тих, хто посидів і пішов)».

## Закони
1. Обсяг роботи зростає в тій мірі, у якій це необхідно, щоб забрати час, виділений на її виконання.
2. Витрати прагнуть зрівнятися з доходами.
3. Розширення означає ускладнення, а ускладнення — розкладання.
4. Кількість працівників у групі має тенденцію до зростання, незалежно від обсягу роботи, яку треба виконати.
5. Якщо існує спосіб відкласти ухвалення важливого рішення, щирий бюрократ обов'язково його знайде.
6. Прогрес науки зворотньо пропорційний числу журналів.
7. Важливість і складність завдань зростають прямо пропорційно виділеному на їхнє вирішення часу.
8. Будь-який працівник починає втрачати хватку за п'ять років до досягнення пенсійного віку, яким би цей вік не був.

## Аксіоми
1. Чиновник прагне збільшувати число підлеглих, але не суперників.
2. Чиновники створюють роботу один для одного.

## Закон медичних досліджень
Успішні дослідження стимулюють підвищення фінансування, що приводить до повної неможливості подальших досліджень.

## Закон тисячі
Установа, у якій працює понад тисячу співробітників, стає «вічною» імперією, що створює настільки багато внутрішньої роботи, що більше не має потреби в контактах із зовнішнім світом.

## Закон відмови від авторства ідеї
Спритність у вибиванні субсидій — це, головним чином, уміння вселити чиновникам, що відповідають за фінанси, впевненість у тому, що саме вони були ініціаторами проведення досліджень за вашою темою, а ви лише підкоряєтесь їм, неохоче й усупереч власним переконанням, погоджуючись із усіма їхніми пропозиціями.

## Закон затримки
Відтермінування — найнадійніша форма відмови.

## Закон телефону
Ефективність телефонної розмови зворотно пропорційна витраченому на неї часу.

## Закон місіс Паркінсон
Теплота, вироблена домашніми турботами, наростає й переповнює даний індивідуум, від якого може бути передана тільки індивідуумові більш холоднокровному.